# Johnius dussumieri
 Johnius dussumieri és una espècie de peix de la família dels esciènids i de l'ordre dels perciformes.

## Morfologia
- Els mascles poden assolir 40 cm de longitud total.[4][5]

## Alimentació
Menja invertebrats i peixets.

## Hàbitat
És un peix de clima tropical i demersal que viu fins als 40 m de fondària.

## Distribució geogràfica
Es troba des del Pakistan fins a les Illes Andaman.

## Ús comercial
Es comercialitza fresc i en salaó.

## Observacions
És inofensiu per als humans.